# Interruttore molecolare
Un interruttore molecolare è una molecola in grado di essere convertita reversibilmente in due o più stati stabili.. Le molecole possono passare tra gli stati differenti in risposta a cambiamenti quali quelli di pH, luce, temperatura, una corrente elettrica, microambientali, o la presenza di un ligando. In alcuni casi viene utilizzata una combinazione di stimoli. Le più vecchie forme di interruttori molecolari sintetici sono rappresentate dagli indicatori di pH, che mostrano colori distinti in funzione del pH. Attualmente gli interruttori molecolari sintetici rivestono interesse nel campo della nanotecnologia per l'applicazione nei computer molecolari. Gli interruttori molecolari sono importanti anche in biologia dato che molte funzioni biologiche si basano su di essi, per esempio nella regolazione allosterica e nella visione. Costituiscono uno dei più semplici esempi di macchina molecolare.

## Interruttori molecolari fotocromici
Una classe ampiamente studiata di composti fotocromici che sono in grado di modificare la configurazione elettronica quando irradiati da una luce di una specifica lunghezza d'onda. Ciascuno stato ha uno specifico massimo di assorbimento che può essere rilevato utilizzando la spettroscopia UV/VIS. I membri di questa classe includono azobenzeni, diarileteni, ditienileteni, fulgidi, stilbeni, spiropirani e fenossinaftacene chinoni.
Gli interruttori molecolari chirottici sono uno specifico sottogruppo con una commutazione fotochimica che avviene tra una coppia di enantiomeri. Questi composti vengono caratterizzati sfruttando il dicroismo circolare piuttosto che le tecniche spettroscopiche ordinarie. Gli alcheni stericamente impediti come quello descritto sotto cambiano la loro elicità (chiralità planare) in risposta all'irradiazione con luce polarizzata circolarmente.
Gli interruttori molecolari chirottici che mostrano un moto direzionale sono considerati dei motori molecolari sintetici.:

## Interruttori molecolari ospite/ospitante
Nella chimica ospite/ospitante gli stati bistabili degli interruttori molecolari differiscono nella loro affinità per gli ospiti. Molti dei primi esempi di tali sistemi sono basati sulla chimica degli eteri corona. Il primo ospitante commutabile è stato descritto nel 1978 da Desvergne e Bouas-Laurent che crearono un etere corona tramite dimerizzazione fotochimica dell'antracene. Anche se non in senso stretto commutabile, il composto è in grado di legare cationi in seguito ad attivazione fotochimica e in presenza di acetonitrile ritorna a formare la forma aperta.
Nel 1980 Yamashita et al. costruirono un etere corona già incorporante le unità antracene (un antracenofano) e studiarono anche il legame con gli ioni in funzione della fotochimica.
Sempre nel 1980, Shinkai estrasse l'unità antracene come fotoantenna sostituendola con un azobenzene e per la prima volta prevedé l'esistenza di molecole in grado di funzionare da interruttore on/off. In questa molecola la luce attiva una isomerizzazione cis-trans dell'azogruppo che produce una espansione dell'anello. In questo modo nella forma trans l'etere corona lega preferenzialmente gli ioni ammonio, litio e sodio mentre nella forma cis la preferenza è per il potassio e il rubidio (entrambi gli ioni hanno raggio ionico più grande all'interno dello stesso gruppo dei metalli alcalini). Al buio ha luogo l'isomerizzazione inversa.
Shinkai impiegò questi dispositivi nel trasporto ionico imitando l'azione biochimica della monensina e della nigericina: in un sistema bifasico gli ioni vengono legati per azione della luce in una fase e depositati nell'altra fase in assenza di luce.

## Interruttori molecolari meccanicamente interconnessi
Alcuni dei più avanzati interruttori molecolari sono basati su architetture molecolari meccanicamente interconnesse dove gli stati bistabili differiscono nella posizione del macrociclo. Nel 1991 Stoddart creò una navetta molecolare basata su un rotaxano in cui il macrociclo è in grado di passare da una stazione all'altra situate lungo il tratto lineare della molecola. Stoddart predisse che quando le stazioni sono diverse, con ciascuna delle stazioni occupate in base a differenti stimoli esterni, la navetta diventa una macchina molecolare. Nel 1993 Fritz Vögtle sintetizzò una molecola commutabile basata non su un rotaxano ma su un catenano.
| Catenano fotocommutabile descritto da Vögtle (1993) |  | Interruttore molecolare descritto da Kaifer e Stoddart (1994) |
| Catenano fotocommutabile descritto da Vögtle (1993) |  | Interruttore molecolare descritto da Kaifer e Stoddart (1994) |

Questo composto è basato su un sistema a due anelli: un anello contiene l'azobenzene fotocommutabile e due stazioni costituite dal paraquat e l'altro anello è un polietere con due benzeni con affinità di legame per le unità di paraquat. In questo sistema la spettroscopia NMR mostra che nella forma trans dell'azocomposto il polietere ciclico è libero di ruotare attorno all'altro anello ma quando la luce attiva la forma cis dell'azocomposto questa rotazione è impedita.
Kaifer e Stoddart nel 1994 modificarono la loro navetta molecolare in modo che un ciclofano tetracationico elettrondeficiente potesse avere a disposizione la scelta tra due stazioni: una unità di bifenolo e una unità di benzidina. In soluzione a temperatura ambiente la spettroscopia NMR rivela che l'anello di ciclofano si sposta a una velocità comparabile con la scala temporale NMR, riducendo la temperatura a 229 K si ha una risoluzione dei segnali con una popolazione dell'84% che preferisce la stazione benzidina. Tuttavia aggiungendo acido trifluoroacetico, gli atomi di azoto della benzidina vengono protonati e il ciclofano è fissato permanentemente sulla stazione bifenolo. Lo stesso effetto è ottenuto tramite ossidazione elettrosintetica (formando lo ione radicalico benzidina) e significativamente entrambi i processi sono reversibili.
Nel 2007 delle navette molecolari sono state utilizzate in un circuito DRAM sperimentale. Il dispositivo consiste di 400 elettrodi di nanotubi di silicio (larghi 16 nm a intervalli di 33 nm) attraversati da altri 400 nanotubi di titanio con dimensioni simili con interposto un monostrato di un rotaxano bistabile descritto sotto.
Ciascun bit nel dispositivo consiste di una barra di silicio e una di titanio con circa 100 molecole di rotaxano che occupano lo spazio frapposto tra le barre ad angoli perpendicolari. Il glicol dietilenico che costituisce l'estremità idrofila sulla parte sinistra della molecola lineare (in grigio) è stato specificamente progettato per ancorare un tubo di silicio (reso idrofilo drogandolo con fosforo) mentre l'estremità idrofoba di tetrafenilmetano svolge la stessa funzione con il tubo di titanio altrettanto idrofobo. Nello stato fondamentale dell'interruttore, l'anello del paraquat si trova attorno ad un'unità di tetratiafulvalene (in rosso) ma si sposta verso l'unità diossinaftalene (in verde) quando l'unità di fulvalene è ossidata tramite applicazione di corrente elettrica. Quando il fulvalene viene nuovamente ridotto si forma uno stato '1' metastabile a elevata conduttività il quale torna allo stato fondamentale con una emivita di circa un'ora. Il problema dei difetti viene aggirato adottando un'architettura difetto-tollerante riscontrata anche nel progetto Teramac. In questo modo è possibile ottenere un circuito consistente di 160.000 su un'area dalle dimensioni di un globulo bianco, il che si traduce in 1011 bit per centimetro quadrato.